# HD183085
HD183085 — хімічно пекулярна зоря спектрального класу A, що має видиму зоряну величину в смузі V приблизно  6,7.
Вона  розташована на відстані близько 734,6 світлових років від Сонця.